# Hendrik Willem van Loon

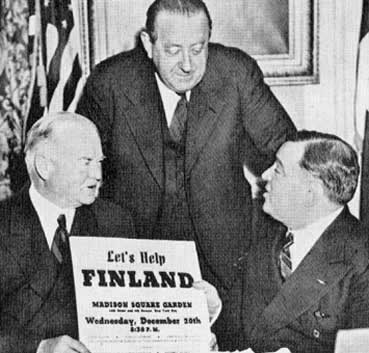
Hendrik Willem Van Loon il 20 dicembre 1939, fra l'ex presidente statunitense Herbert Hoover e il sindaco di New York Fiorello La Guardia, in un incontro a sostegno della Finlandia, invasa quell'anno dall'Unione Sovietica.

Hendrik Willem van Loon (Rotterdam, 14 gennaio 1882 – Greenwich, 11 marzo 1944) è stato un giornalista, storico, scrittore e illustratore olandese naturalizzato statunitense.

## Vita
Figlio di Hendrik Willem van Loon e di Elisabeth Johanna Hanken, nacque a Rotterdam nel 1882. A vent'anni si trasferì negli Stati Uniti, laureandosi nel 1905 alla Cornell University. Fu corrispondente di un giornale durante la Rivoluzione russa del 1905 e si laureò in storia presso l'Università di Monaco di Baviera. Nel 1914, allo scoppio della prima guerra mondiale, era corrispondente dal Belgio. L'anno successivo divenne professore di storia presso la Cornell University a Cambridge, Massachusetts e nel 1919 ottenne la cittadinanza americana.
Nel 1906 sposò Eliza Ingersoll Bowditch, figlia di un professore di Harvard, dalla quale ebbe due figli - Henry Bowditch e Gerard Willem. Si risposò due volte: la prima con Eliza Helen (Jimmie) Criswell nel 1920, la seconda con la sceneggiatrice Frances Goodrich Ames nel 1927. Tuttavia dopo un divorzio da quest'ultima tornò dalla sua seconda moglie, Eliza Helen (Jimmie) Criswell, che avrebbe poi ereditato il suo patrimonio dopo la sua morte, avvenuta nel 1944.

## Scritti principali
A partire dal 1910 fino alla sua morte, Van Loon lavorò a molte opere, illustrate da lui stesso. Fra le più celebri, The Story of Mankind, una sorta di storia universale, adatta soprattutto ai bambini, vincitrice della Newbery Medal nel 1922. Il libro continuò ad essere aggiornato anche in seguito, dapprima dallo stesso Van Loon, più tardi da suo figlio e da altri storici.
Come scrittore era celebre per lo stile con cui enfatizzava particolari eventi storici e con cui forniva un ritratto completo dei personaggi storici. Il suo stile, informale, era caratterizzato anche dall'impiego di aneddoti di carattere personale. Nell'opera Le Arti spiega questo metodo con un capitoletto dedicato alla serendipità.
Di rilievo troviamo anche, Storia della Navigazione (dal 5000 A. C. ai giorni nostri) editore Valentino Bompiani, Milano 1939 - 305 pagine illustrate dall'autore.

## La sua personalità
Personalità curiosa e stravagante, Van Loon era sempre alla ricerca di libertà, avventure, amicizie. Anni di ricerche e viaggi lo avevano arricchito di aneddoti. Giornalista di successo, dal carattere brillante, ha consegnato alla storia una quantità di scritti e lavori, fondamentali per l'educazione di giovani sia di estrazione umile che borghese, che affascinati dalle sue avventure e dalle sue ricerche, attingevano alle opere dei divulgatori come lui. Ha contribuito a diffondere negli Stati Uniti una conoscenza più approfondita della storia e delle vicende dei Paesi Bassi.
Durante il secondo conflitto mondiale strinse una forte amicizia col presidente degli Stati Uniti Franklin Delano Roosevelt e incontrò la principessa Giuliana e la regina Guglielmina; divenne un prezioso intermediario fra il governo olandese e la presidenza statunitense.

## Van Loondi Francesco Guccini
Francesco Guccini pubblicò all'interno dell'album Signora Bovary nel 1987 la canzone intitolata Van Loon. Come spiegherà lui stesso:
(da Un altro giorno è andato, Giunti, Firenze 1999.)
(da un'intervista)

## Opere

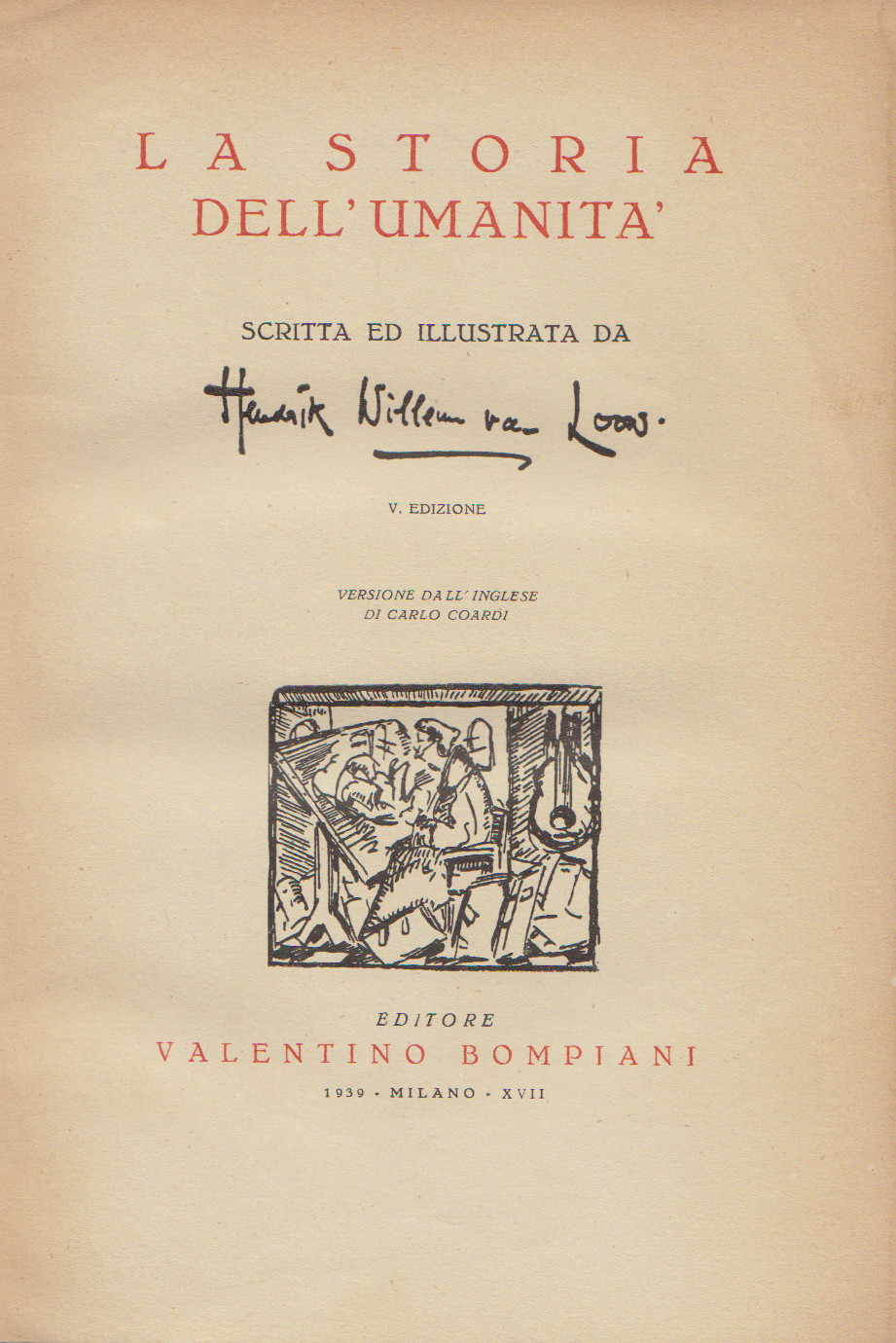
Frontespizio dell'edizione italiana della Storia dell'Umanità (1939)

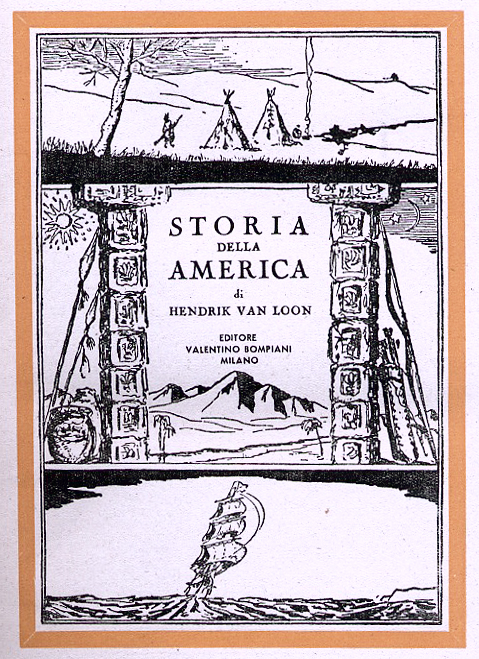
Frontespizio dell'edizione italiana della Storia della America (1946)

### Opere tradotte in italiano
- 1935 - Storia della navigazione: dal 5000 a.C. ai nostri giorni
- 1936 - La geografia di Van Loon
- 1939 - La Storia dell'Umanità (Edit. Valentino Bompiani - Milano XVII)
- 1946 - Storia della America (Edit. Valentino Bompiani - Milano 6 giugno 1946)
- 1947 - Le Arti (Edit. Valentino Bompiani - Milano 18 febbraio 1947 VII ed.)
- 1948 - Le vite di Van Loon
- 1948 - Storia del Pacifico
- 1949 - L'uomo inventore, Bompiani, Milano 1949
- 1950 - Rapporto a San Pietro
- 1951 - La vita e i tempi di J. S. Bach
- 1952 - Storia dell'Umanità
- 1954 - Le avventure di Gustavo Vasa fuggiasco e re (Edit. Valentino Bompiani)

### Opere scritte in inglese
- 1913 - The Fall of the Dutch Republic
- 1915 - The Rise of the Dutch Kingdom
- 1916 - The Golden Book of the Dutch Navigators
- 1917 - A Short History of Discovery
- 1920 - Ancient Man. The Beginning of Civilizations
- 1921 - The Story of Mankind
- 1923 - The Story of the Bible
- 1925 - The Story of Wilbur the Hat
- 1925 - Tolerance
- 1927 - The Story of America
- 1928 - Adriaen Block. Skipper, Trader, Explorer
- 1928 - Life and Times of Pieter Stuyvesant
- 1928 - Man the Miracle Maker
- 1930 - R.v.R. The Life and Times of Rembrandt van Rijn
- 1932 - To Have or To Be. Take Your Choice
- 1932 - Van Loon's Geography. The Story of the World We Live In
- 1933 - An Elephant Up a Tree
- 1933 - An Indiscreet Itinerary or How the Unconventional Traveler Should See Holland
- 1935 - Air-Storming
- 1935 - Around the World with the Alphabet
- 1935 - Ships and How They Sailed the Seven Seas
- 1935 - A World Divided Is a World Lost
- 1937 - The Arts
- 1937 - Observations on the Mystery of Print and the Work of Johann Gutenberg
- 1938 - How to Look at Pictures
- 1938 - Our Battle. Being One Man's Answer to My Battle By Adolf Hitler
- 1939 - My School Books
- 1940 - Invasion
- 1940 - The Life and Times of Johann Sebastian Bach
- 1940 - The Story of the Pacific
- 1942 - Van Loon's Lives
- 1943 - Thomas Jefferson
- 1943 - The Life and Times of Scipio Fuhlhaber
- 1943 - The Life and Times of Simon Bolivar
- 1945 - Adventures and Escapes of Gustavus Vasa
- 1947 - Report to Saint Peter

Libri di musica
- 1936 - The Songs We Sing
- 1937 - Christmas Carols
- 1938 - Folk Songs of Many Lands
- 1939 - The Last of the Troubadours. The Life and Music of Carl Michael Bellman (1740-1795)
- 1939 - The Songs America Sings
- 1941 - Good Tidings
- 1942 - Christmas Songs
- 1942 - The Message of the Bells

### Opere scritte in olandese
- 1923 - De geschiedenis der menschheid
- 1924 - De Bijbel naverteld
- 1924 - De mensch in het grijs verleden
- 1926 - De vrijmaking der menschheid. Geschiedenis van 's menschen strijd om het recht van vrijheid van gedachte
- 1928 - Van zintuig tot werktuig. Of hoe de mensch het uitvinden leerde
- 1930 - Amerika
- 1931 - R.v.R. Het leven en de tijd van Rembrandt van Rijn
- 1934 - Het zeegat uit! De scheepvaart door alle eeuwen
- 1938 - De mens en zijn kunst
- 1941 - Invasie
- 1947 - Pioniers der vrijheid
- 1949 - Uit het leven en de tijd van Johann Sebastian Bach
- 1951 - Verslag aan Petrus
- 1952 - De geschiedenis van de Stille Zuidzee